# Karaczi

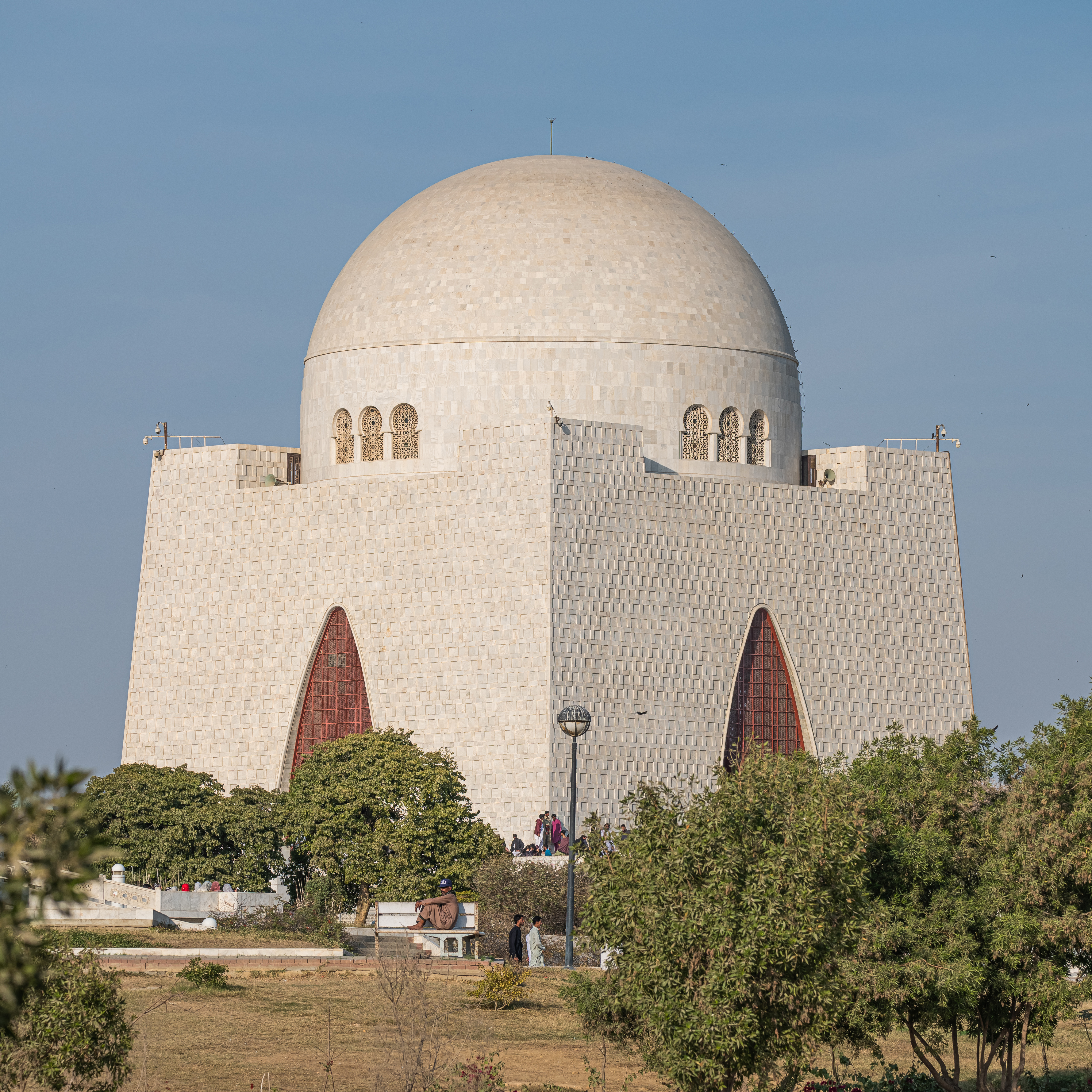
Mazar-e-Quaid

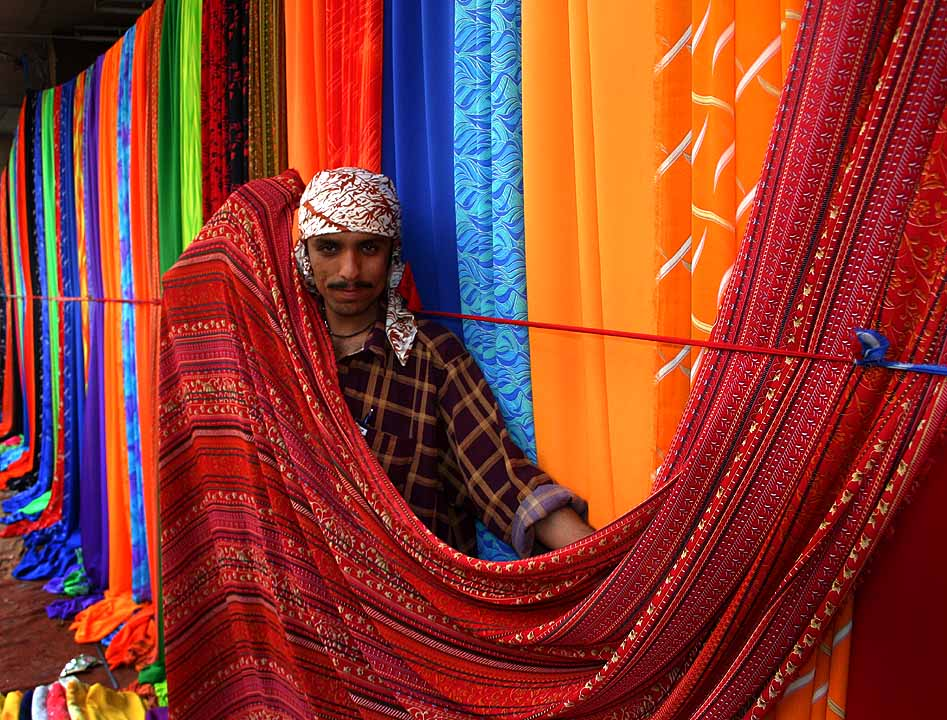
Bazar w Karaczi

Karaczi (ang. Karachi, urdu ‏کراچی‎, Karaći, bengalski: করাচি) – największe miasto w Pakistanie, położone w południowej części kraju, nad Morzem Arabskim, na północnym skrawku delty Indusu. Stolica prowincji Sindh. Aglomerację w 2016 roku zamieszkiwało 24,3 mln osób.

## Historia
Założone przez kupców indyjskich na początku XVIII w. W 1842 roku anektowane przez Brytyjczyków. Dynamiczny rozwój nastąpił po 1947 r., kiedy miasto stało się stolicą Pakistanu (do 1966 roku, kiedy to straciło ten status na rzecz Islamabadu).
W Karaczi często wybuchają zamieszki etniczne i religijne między hinduistami i muzułmanami (w 1994 r. w ich wyniku zginęło ok. 1000 osób) oraz między sunnitami i szyitami (w tym wypadku jednak najczęściej ma miejsce podkładanie bomb w meczetach).
W latach 1948–2010 w Karaczi istniało polskie przedstawicielstwo konsularne, do roku 2000 w randze Konsulatu, a w latach 2000–2010 Konsulatu Generalnego.

## Gospodarka
Miasto jest centrum krajowego włókiennictwa (połowa państwowej branży). Rozwinięty jest tu także przemysł skórzany, obuwniczy, maszynowy i chemiczny. Są 2 rafinerie i huty żelaza.
W pobliżu miasta wybudowano pierwszą w Pakistanie elektrownię jądrową o mocy 125 MW.
Znajduje się tu największe lotnisko w kraju oraz siedziba pakistańskich linii lotniczych Pakistan International Airlines.

## Atrakcje
- Defence Society Mosque – jeden z największych meczetów w Azji
- Old Frere Hall i Bagh-e-Dzinnah – zespół pałacowo-ogrodowy
- grób Muhammada Ali Jinnaha
- Muzeum Narodowe
- Muzeum Mohatta Palace
- bazary – Bohri, Dżuna, Dżodia, Sarafa

## Miasta partnerskie
- Dżudda, Arabia Saudyjska
- Houston, Stany Zjednoczone
- Izmir, Turcja
- Paryż, Francja
- Port Louis, Mauritius
- Prisztina, Kosowo
- Stambuł, Turcja
- Szanghaj, Chiny
- Taszkent, Uzbekistan